# John Ownby Cabin
 (mars 2020).
La John Ownby Cabin est une cabane américaine située dans le comté de Sevier, dans le Tennessee. Protégée au sein du parc national des Great Smoky Mountains, elle est inscrite au Registre national des lieux historiques depuis le 1er janvier 1976.